# Ordine di Michele il Coraggioso
L'Ordine di Michele il Coraggioso è un ordine cavalleresco della Romania, già parte del sistema di onorificenze del Regno di Romania.

## Storia
L'Ordine venne istituito da re Ferdinando I di Romania il 26 settembre 1916, durante le prime fasi della campagna rumena della prima guerra mondiale, e venne nuovamente concesso durante la seconda guerra mondiale come ordine militare.
L'onorificenza, che veniva concessa singolarmente o per reparti militari, prendeva il proprio nome da Michele il Coraggioso (Mihai Viteazul), principe di Valacchia della fine del XVI secolo.
Dalla fine della monarchia rumena nel 1947 l'Ordine è stato soppresso. È stato ripristinato nel 2000 come onorificenza in tempo di guerra, ma può essere concessa anche in tempo di pace a militari che hanno partecipato ad operazioni ad alto rischio nell'ambito di una forza multinazionale.

## Classi
L'Ordine dispone delle seguenti di benemerenza:
- Membro di I Classe
- Membro di II Classe
- Membro di III Classe

| Nastri per civili    |                     |                    |
| Membro di III Classe | Membro di II Classe | Membro di I Classe |

## Insegne
Il nastro è rosso scuro con due strisce dorate sui bordi.